# 阿貝爾 78
阿貝爾78是位於星座天鵝座的一個行星狀星雲，距離太陽系約 5,000光年。它有一個主要由氫組成，較暗的暈，一個主要由氦組成的內橢圓環和一些圍繞中心恆星的內結，氫已經極度耗盡。這些內結是由一個非常晚期的熱脈衝產生的，這是在恆星離開漸近巨星分支後觀察到的恆星氦殼中熱核活動的重新點燃，並伴隨著強烈的恆星風。
行星狀星雲的中心恆星的光譜類型為WC5，類似於富含碳的沃夫-瑞葉星。內結的光譜表明存在聯星系統。

## 圖集

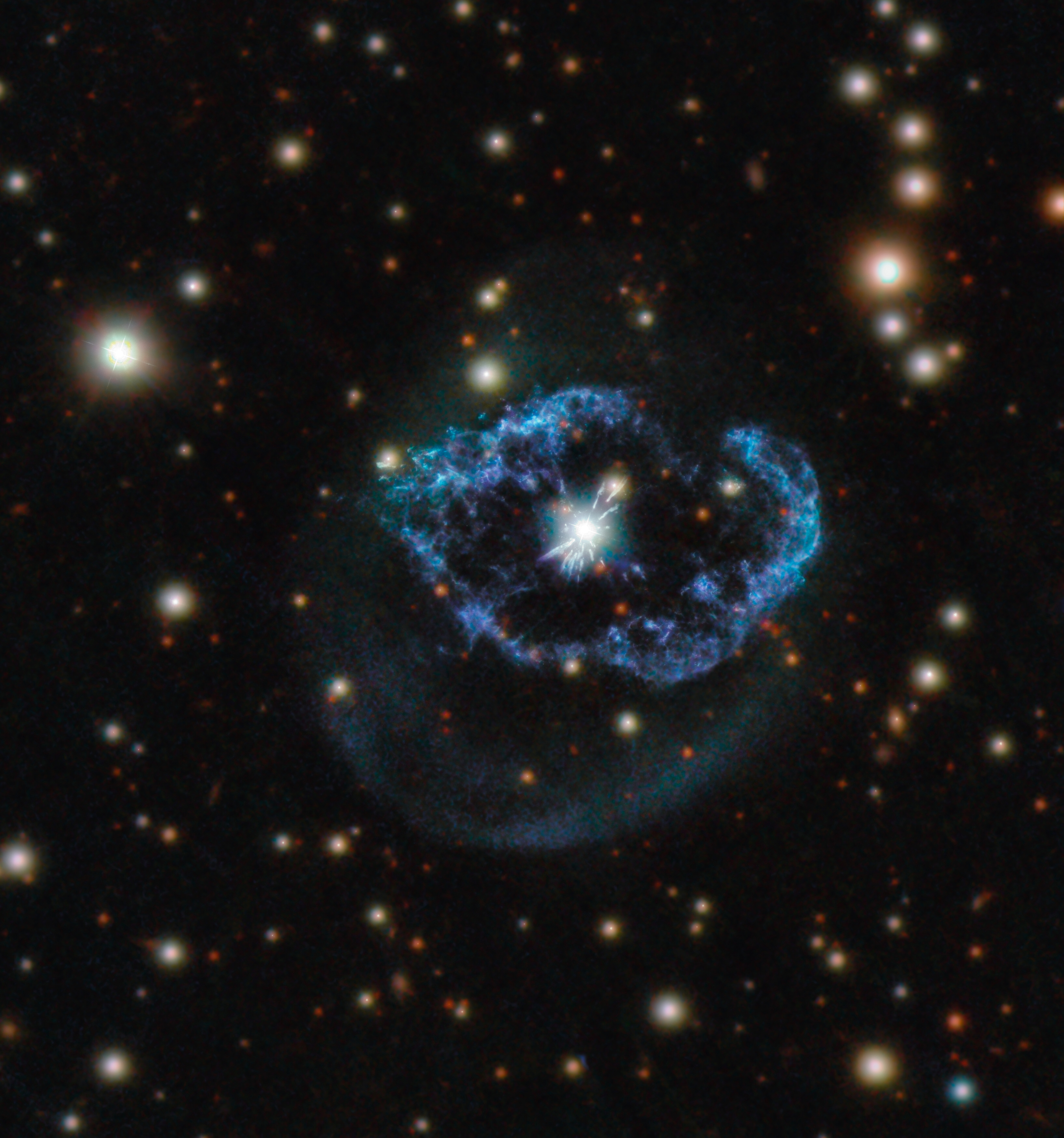
一種不尋常的 行星狀星雲

## 外部連結
- https://www.astronomy-mall.com/Adventures.In.Deep.Space/abellcat.htm
- NOAO>Outreach>Planetary Nebula Sampler: Abell 78 的存檔，存档日期2021-03-11.